# Херренгоссерштедт
Херренгоссерштедт (нем. Herrengosserstedt) — деревня в Германии, в земле Саксония-Анхальт, входит в район Бургенланд в составе коммуны Ан-дер-Постштрассе.
Население составляет 586 человек (на 31 декабря 2007 года). Занимает площадь 11,59 км².

## История
Первое упоминание о поселении встречается в документах от 18 марта 874 года.
1 июля 2009 года, после проведённых реформ, Херренгоссерштедт вошёл в состав новой коммуны Ан-дер-Постштрассе.

## Галерея
- Церковь в Херренгоссерштедте
- Гостиница
- Улица «Мюльгассе»
- Парковая зона